# パリのグラン・パヴォワ
グラン・パヴォワ・ド・パリは、フランスのパリにある広大な不動産複合施設です。

## 所在地とアクセス
この複合施設はパリで最大の不動産複合施設の一つであり、15区のヴァスコ・ダ・ガマ通り、ルルメル通り、ルクールブ通り、ルブラン通りに囲まれた一画を占めています。
この場所は、メトロ8号線のルルメル駅とバラール駅、そしてトラム3号線のバラール駅とデヌエット駅によってアクセス可能です。

## 歴史と説明
1969年から1971年にかけて、コジェディムのために建築家ジャン・フェイトン（ジャン＝ルイ・フェイトン）とミシェル・エルベールによって2段階で建設されました。この複合施設は、交差する2つの建物で構成されています。
- 1つは4階建てで、おおよそ楕円形をしており、ヴァスコ・ダ・ガマ通りとルルメル通りの角にある古い建物によって中断されています,
- もう1つは16階建てで、 ブーメランのような形をしています。

この建物にはいくつかの庭園があります。
- 1つは中央の都市公園
- 建物の外にはいくつかの装飾庭園があります。

この建物には多くの店舗（スーパーマーケット、裁縫店、薬局など）があり、その一部は1階のショッピングアーケードによって分配されています。また、多くの自由業の職場も入っています。さらに、2007年まで同名の映画館もありました。
建物の大部分は住宅ユニットで占められており、その数は600以上です。16階建ての建物の南東側のファサードは全面がバルコニーで構成されており、北と南の破風部分にもバルコニーが備わっています。その人口と提供される多様なサービスによって、グラン・パヴォワは一つの都市と見なすことができます。

2021年、グラン・パヴォワは、パリの区分所有法制度の変革に関する将来展望研究であるパヴィヨン・ドゥ・ラルセナルの「共有する建物」プロジェクトの枠組みで協議の対象となった3つの複合施設のうちの1つです。

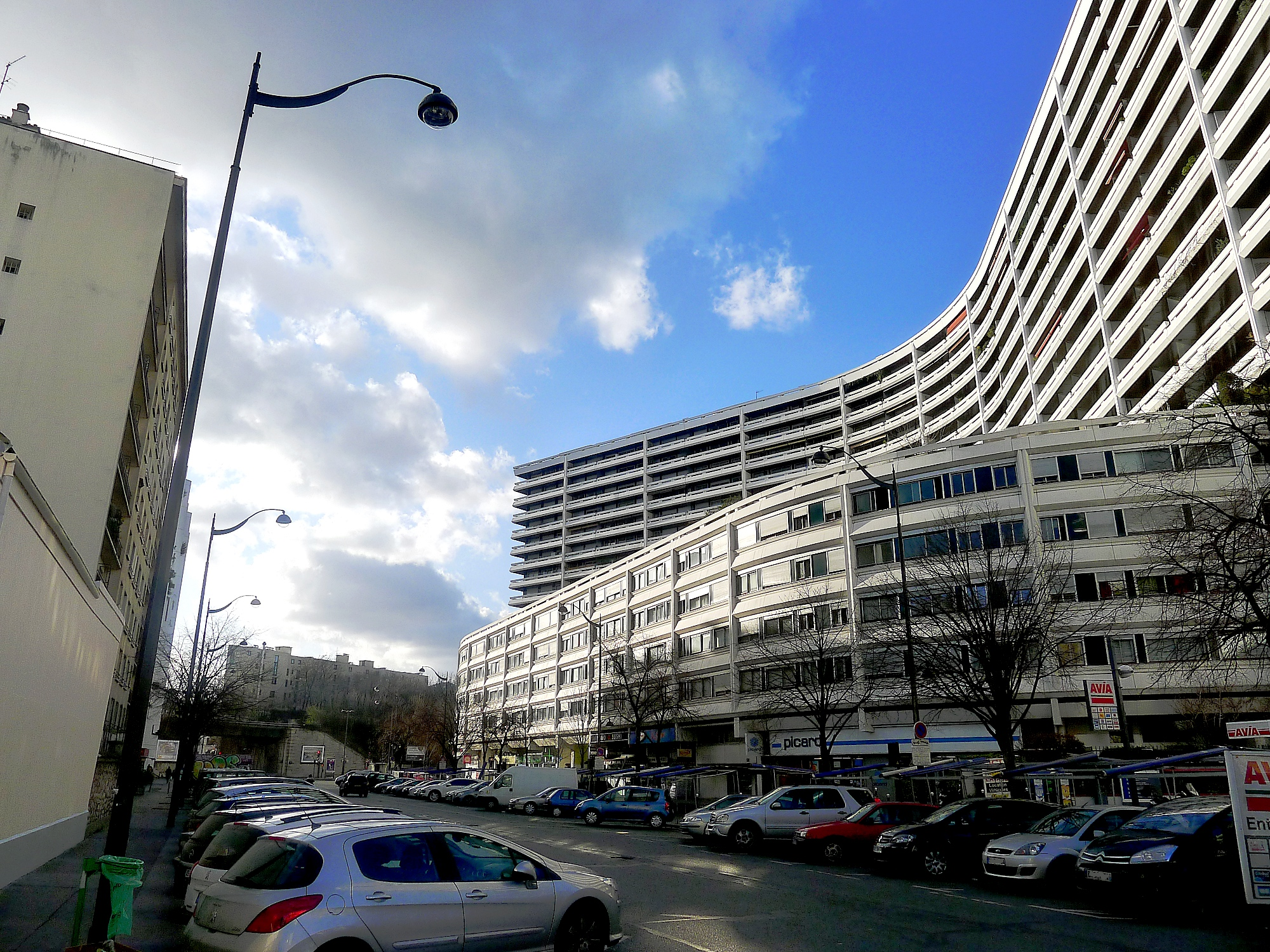
ロベール＝ギレマール広場から見たグラン・パヴォワ
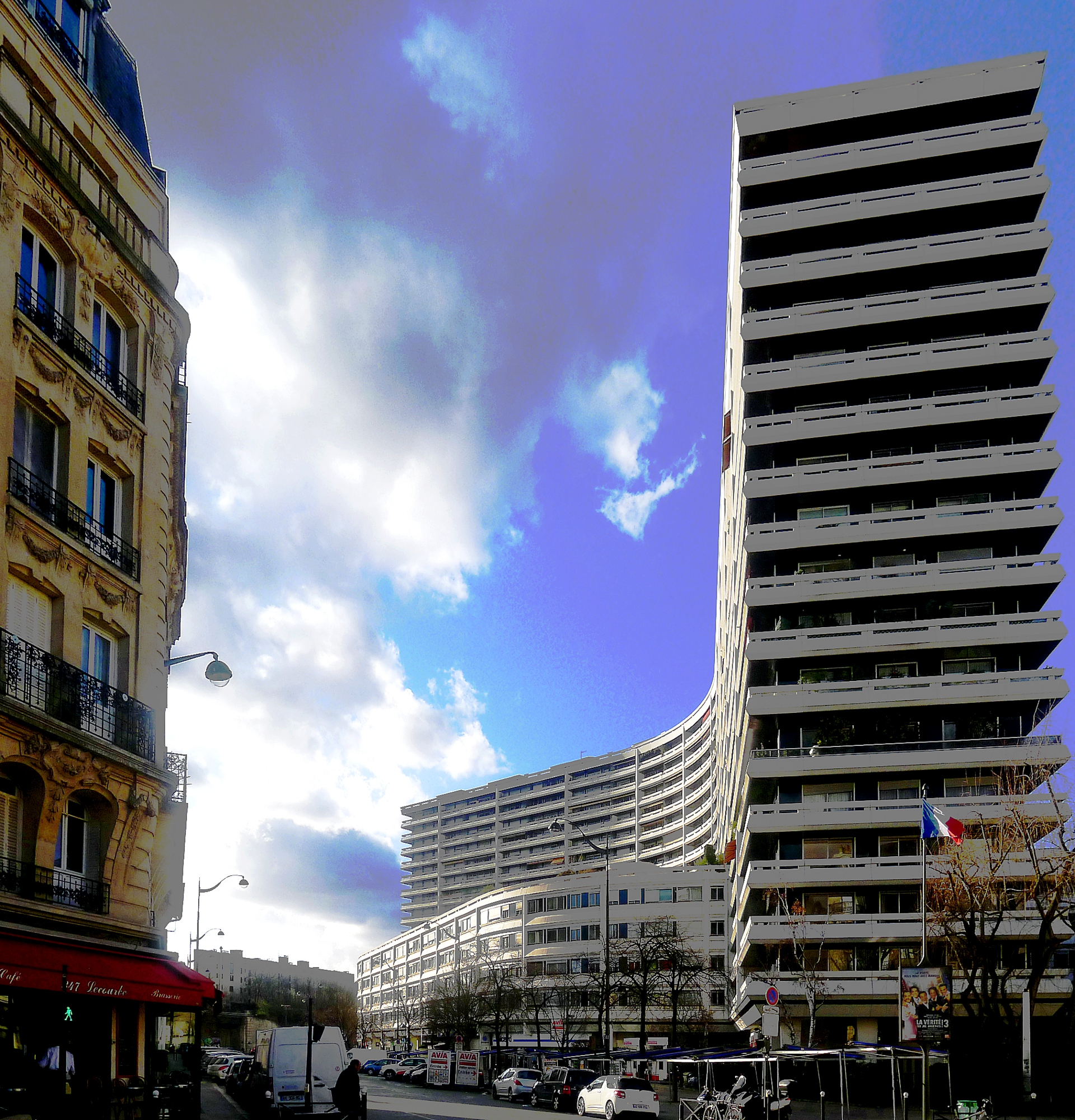
ルクールブ通りから見たグラン・パヴォワ

## 語源
アパート複合施設の名前は航海に関連するフランス語「ル・パヴォワ」から来ています。「パヴォワ」とは、船の甲板上の船体部分を指します。2007年に閉館した映画館「ル・グラン・パヴォワ」も、航海に関連する名前で上映室を名付けていました：バボール（左舷）、トリボール（右舷）、ヴァスコ・ダ・ガマ、アミロー（提督）。